# Cerocala
Cerocala là một chi bướm đêm thuộc họ Erebidae.

## Các loài
- Cerocala algiriae Oberthür, 1876
- Cerocala insana Herrich-Schäffer, [1858]
- Cerocala sana Staudinger, 1901
- Cerocala scapulosa Hübner, [1808]